# Апорокактус
Апорокактус (лат. Aporocactus) — род растений семейства Кактусовые.
Название происходит от др.-греч. ἀ- — приставка со значением отсутствия и др.-греч. πόρος — пора.

## Описание
Стебли ползучие, достигают 5 м длиной при 2 см в диаметре. Образуют большое количество ярко-зелёных побегов с воздушными корнями. Рёбра (8—12) низкие, с едва заметными бугорками. Ареолы расположены достаточно густо, так, что колючки закрывают почти весь стебель. Радиальные колючки (6—22) от светло- до красно-коричневых, тонкие, щетинковидные, 0,5—1 см длиной. Центральные колючки (2—4) коричнево-жёлтые, тонкие, прямые. Растения отличаются пышным ранневесенним цветением.
Цветки яркие, малиновые или розовые, зигоморфные, удлинённые, 6—10 см длиной и 4—6 см в диаметре. Плоды шаровидные, покрытые щетинками, до 2 см в диаметре.

## Распространение
Апорокактус распространён в тропической Америке. Наиболее распространены в южной и центральной частях Мексики. Растут на скалистых склонах на высоте 1800—2400 м над уровнем моря, цепляясь за выступы камней, ветви кустарников и деревьев, нередко образуя могучие свисающие заросли.

## Использование
Давно известные и очень популярные в культуре закрытых помещений растения. Выращивают их как ампельные, используя в качестве ёмкости кору пробкового дуба, коряги, пористые камни. Летом апорокактусы нуждаются в легком притенении, повышенной влажности воздуха и регулярном поливе. Зимовка при температуре 14—16 °C, с периодическим увлажнением земляного кома. Землесмесь легкая, плодородная, состоящая из полуперепревшего листового перегноя (60 %) и песка (40 %). рН около 5,6. Размножаются черенками, нарезанными из верхушечной части стебля.
Перспективный род для озеленения интерьеров. Привитые на перескии экземпляры отличаются большим количеством побегов и особенно обильным цветением.

## Виды
По информации базы данных The Plant List, род включает 1 вид:
- Aporocactus moennighoffii (Fisch.) Borg

Виды Апорокактус Концатти (Aporocactus conzattii) и Апорокактус плетевидный (Aporocactus flagelliformis) относятся к роду Disocactus Lindl..